# Gimme the Prize
«Gimme the Prize» — пісня британського рок-гурту «Queen» з альбому «A Kind of Magic» 1986 року.

## Про пісню
Це одна з «найважчих» композицій гурту. Пісню написав соло-гітарист гурту Браян Мей, вона була створена спеціально для фільму «Горець» і є темою головного негативного персонажа стрічки — Кургана. У фільмі використовується лише її невелика частина (з 0:23 до 1:05). Відомо, що Фредді Мерк'юрі і Джону Дікону ця пісня не подобалася.
Інструментальний ремікс «Gime the Prize» вийшов на стороні «Б» синглу «No-One but You (Only the Good Die Young)». Три різних ремікси цієї пісні використовуються в саундтреку комп'ютерної гри «Queen: The eYe».

## Музиканти
- Фредді Мерк'юрі — головний вокал
- Браян Мей — електрогітара
- Джон Дікон — бас-гітара
- Роджер Тейлор — ударні